# Веденский район (Дагестан)
Веденский район — административно-территориальная  единица, существовавшая в составе Дагестанской АССР с 1944 по 1957 годы.
Административный центр — село Ведено.

## География
Веденский район располагался на западе республики, на границе с Грозненской областью. Граничил: на западе с Междуреченским и Предгорненским районом Грозненской области, на север с Ритлябским, на востоке с Андалалским и на юге с Ботлихским районами.

## История
Указом Президиума Верховного Совета СССР от 7 марта 1944 года «О ликвидации Чечено-Ингушской АССР и об административном устройстве её территории» в состав Дагестанской АССР передавались территории следующих районов: Веденский, Ножай-юртовский, Саясановский, Чеберлоевский — в существующих границах, а также Курчалоевский и Шароевский районы, за исключением северо-западной части этих районов, и восточная часть Гудермесского района.
Постановлением Верховного Совета РСФСР от 7 июня 1944 года из бывшего Веденского района Чечено-Ингушской АССР создан Веденский район Дагестанской АССР с центром в селе Ведено.
Указом Президиума Верховного Совета РСФСР «О восстановлении Чечено-Ингушской АССР и упразднении Грозненской области» от 9 января 1957 года из состава Дагестанской АССР в восстановленную Чечено-Ингушскую АССР обратно передан Веденский район.

## Административное деление
Район состоял из 17 сельсоветов:
1. Акнадинский — село Акнада
2. Алакский — село Алак
3. Веденский — село Ведено, село Октябрьский, х. Шамиля
4. Зиберкалинский — село Зиберкало
5. Кидеринский — село Кидеро
6. Киров-аульский — село Киров-Аул
7. Конхидатлинский — село Конхидатли
8. Махачаульский — село Махач-Аул
9. Мококский — село Мокок
10. Тандоевский — село Тандо
11. Ташинский — село Таши
12. Хваршинский — село Хварши
13. Хваршининский — село Хваршини, х. Келой-аул, х. Зазерганы
14. Хушетский — село Хушет
15. Шаитлинский — село Шаитли
16. Шамилькалинский — село Шамилькала
17. Шапихский — село Шапих

## Население
После присоединения района к республике на эту территорию были переселены аварцы из различных районов республики.